# Itata completa
Itata completa là một loài nhện trong họ Salticidae.
Loài này thuộc chi Itata. Itata completa được Richard C. Banks miêu tả năm 1929.